# Jake Angeli
Jacob Anthony Chansley of Jake Angeli (ca. 1988), ook bekend als QAnon Shaman, Q Shaman en Yellowstone Wolf, is een Amerikaans activist, sjamaan en complotdenker. Hij is een aanhanger van QAnon. Angeli werd veroordeeld voor zijn rol in de Bestorming van het Amerikaanse Capitool in 2021.

## Levensloop
Angeli is vooral bekend door zijn deelname aan de bestorming van het Capitool, door aanhangers van president Donald Trump, op 6 januari 2021. Met zijn bontmuts met bizonhoorns, geschminkte gezicht en speer met de Amerikaanse vlag trok Angeli de aandacht van de wereldmedia. Dit zou een bewuste keuze zijn geweest om de aandacht op zichzelf te vestigen en zo zijn boodschap voor het voetlicht te brengen. Hij riep aanhoudend "Freedom!", betrad de Senaatskamer en nam plaats op de zetel van vicepresident Pence. 
Eerder verspreidde hij complottheorieën op sociale media en bezocht hij QAnon-demonstraties in en rond Phoenix (Arizona). Angeli draagt verschillende tatoeages uit de Noordse mythologie, onder meer van een Valknut, een Yggdrasil en een Mjölnir. Ook draagt hij het door nazi's en neonazi's vaak gebruikte zonnekruis. Naar eigen zeggen is hij in het dagelijks leven stemacteur en zanger.
Een aantal complottheorieën claimden dat Angeli namens antifa was geïnfiltreerd. Dergelijke complottheorieën werden gevoed door een foto van Angeli met Michiel Vos, de schoonzoon van Nancy Pelosi. Vos deed echter als journalist verslag van de bestorming voor RTL. AP Fact Check toonde aan dat Angeli in de maanden voorafgaand aan de bestorming regelmatig was gefotografeerd op Trump-bijeenkomsten. Toen werd hij gespot terwijl hij een bordje met QAnon-slogan ("Q sent me") droeg.
Angeli werd na de gebeurtenissen gezocht door de politie van Washington D.C. Op 9 januari werd hij gearresteerd.
Angeli volgt een sjamaandieet en neemt enkel biologische voeding tot zich. Tijdens zijn voorlopige hechtenis weigerde hij dan ook uit religieuze of gezondheidsredenen te eten. Omdat de gevangenis in Washington DC zijn veganistische dieet niet kon leveren werd hij overgeplaatst naar een andere gevangenis.
Op 8 februari 2021 nam Chansley via een geschreven verklaring die door toenmalig CNN-anchor Chris Cuomo werd voorgelezen afstand van Trump en betuigde hij spijt voor zijn deelname aan de bestorming. Zijn advocaat beschreef dat Chansley onder invloed van de vele uitingen van Trump, sociale media en de inhoud van conservatieve media was gehersenspoeld en bij gebrek daaraan in de gevangenis bij zinnen was gekomen.
Op 2 september 2021 werd bekend dat Chansley een pleit-overeenkomst met de aanklager was overeengekomen. Volgens zijn advocaat wil hij ook niet langer bekend staan als de QAnon Shamaan. Hij zou zich die rol hebben aangemeten als gevolg van psychische problemen die hem vatbaar voor propaganda maakten. Op 3 september 2021 bekende hij schuld voor de rechter. De aanklager maakte op 10 november 2021 bekend de rechter een gevangenisstraf van 51 maanden en een schadevergoeding van 2000 dollar te zullen aanbevelen. Op 17 november werd hij tot een gevangenisstraf van 41 maanden en een schadevergoeding van 2000 dollar veroordeeld. Hij zat een deel van zijn straf uit in de Safford federal correctional facility in Arizona. Op 30 maart 2023 werd zijn overplaatsing naar een "halfway house" gemeld. Uiteindelijk zat hij 27 maanden in de gevangenis.
In november 2023 stelde Chansley zich kandidaat voor een zetel in het Amerikaanse Huis van Afgevaardigden. Als lid van de Libertarische Partij van de Verenigde Staten kwam hij op in de staat Arizona voor de verkiezingen op 5 november 2024.